# Textilmuseum Die Scheune

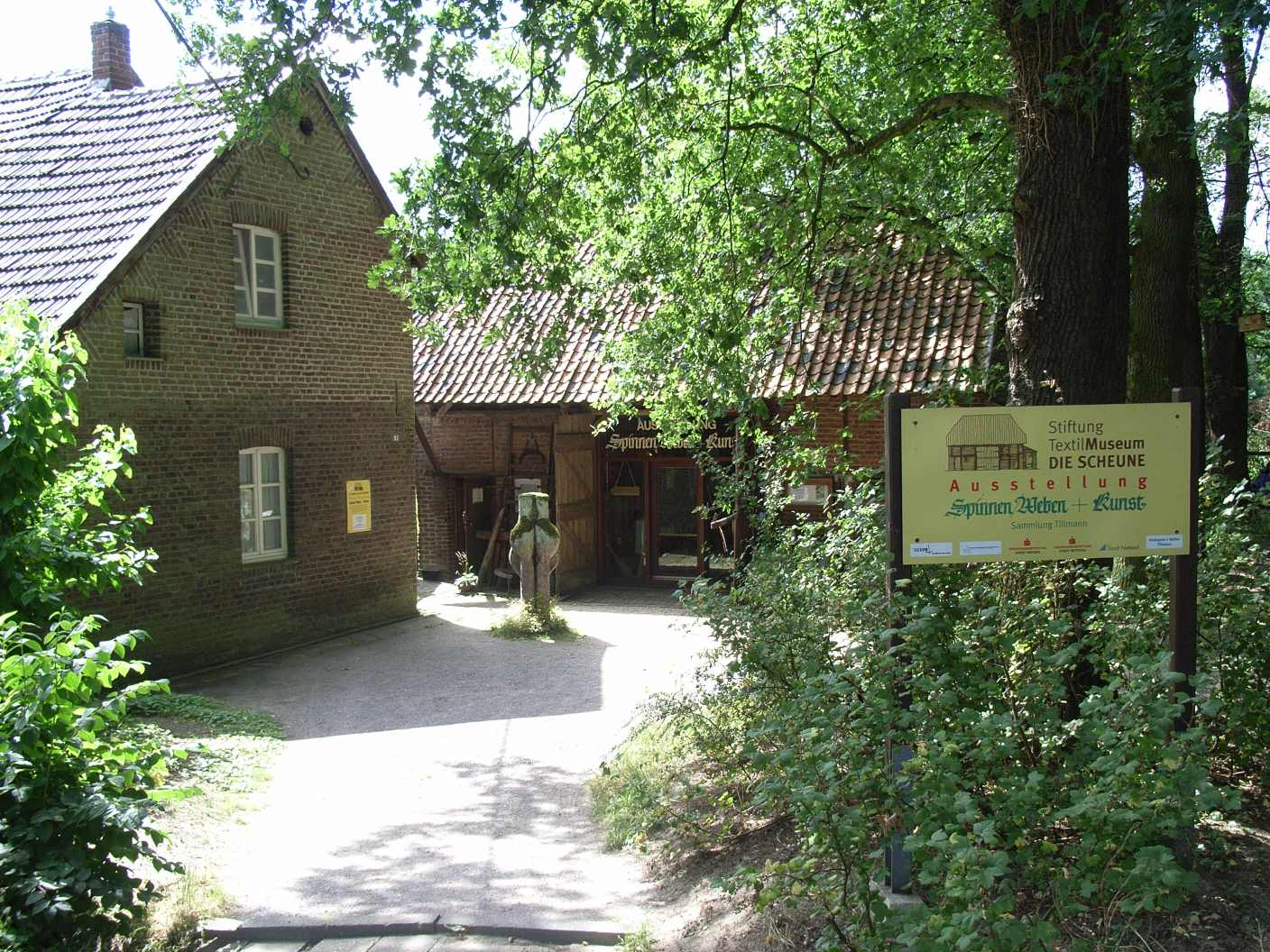
Textilmuseum in Hombergen

Das Textilmuseum Die Scheune liegt im Nettetaler Ortsteil Hinsbeck-Hombergen und präsentiert verschiedene Arbeitsgeräte der niederrheinischen Textilmanufaktur. Es werden die Arbeitsverfahren gezeigt sowie Ausstellungen mit wechselnden textilen Schwerpunktthemen. Zu den funktionsfähigen Exponaten gehört u. a. ein mit Lochkarten programmierbarer Jacquard-Webstuhl.
Die Exponate stammen aus der privaten Sammlung von Hildegard und Walter Tillmann, die das Museum 1983 gegründet haben und 2006 mit dem Bürgerpreis des Kreises Viersen ausgezeichnet wurden. Träger des Museums ist heute eine Stiftung.
Das Museum wurde in der Scheune eines kleinen Fachwerkbaus und der ehemaligen Zollstation untergebracht, die auf das 17. Jahrhundert zurückgeht. Das Museum spiegelt die Bedeutung der niederrheinischen Textilmanufaktur und der lokalen Leinenweberei.